# James Doohan

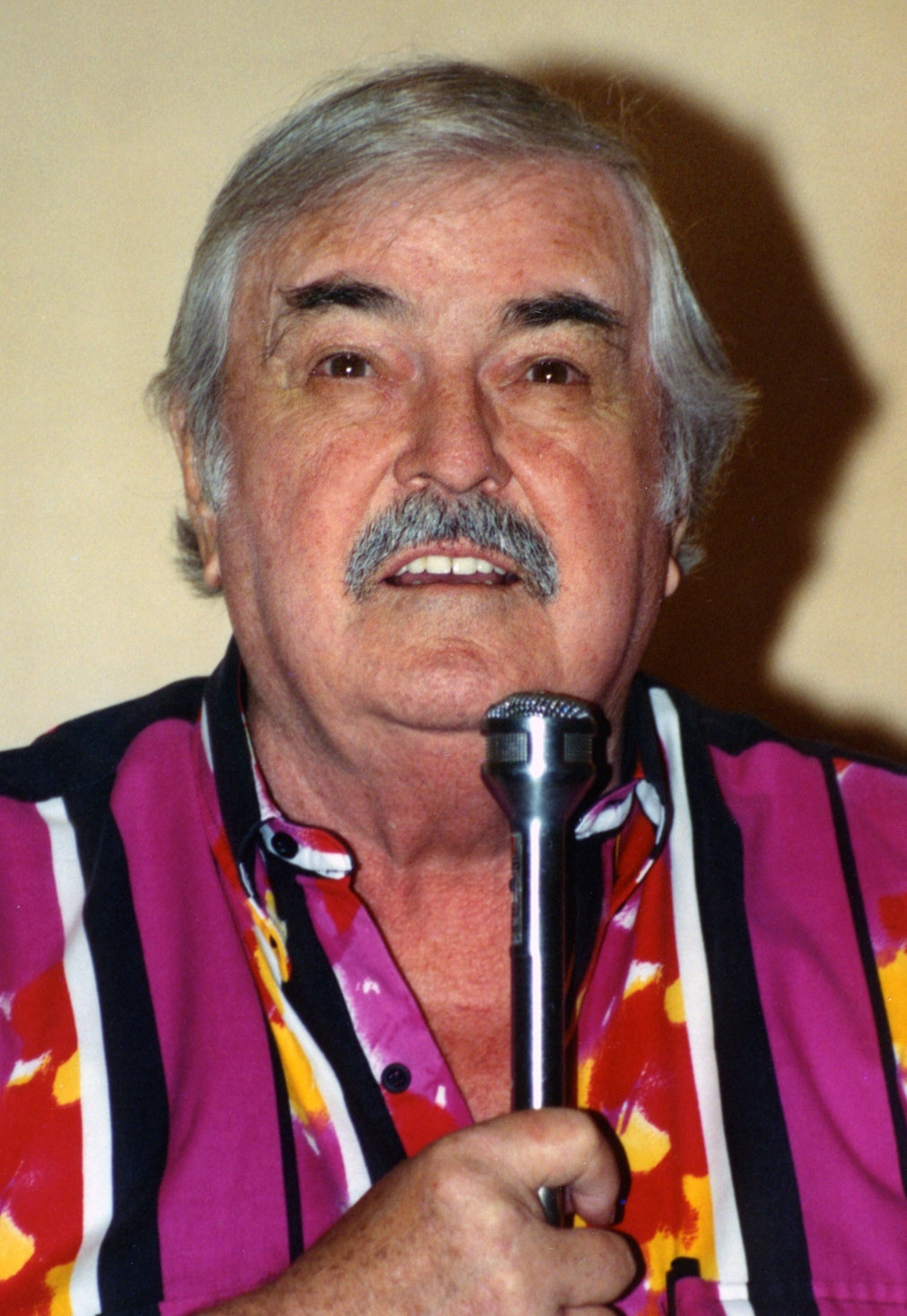
James Doohan

James Montgomery Doohan (* 3. März 1920 in Vancouver, British Columbia, Kanada; † 20. Juli 2005 in Redmond, Washington, USA) war ein kanadischer Schauspieler. Er wurde in seiner Rolle als Scotty in der originalen Fernsehserie und den Filmen der Star-Trek-Reihe bekannt.

## Leben

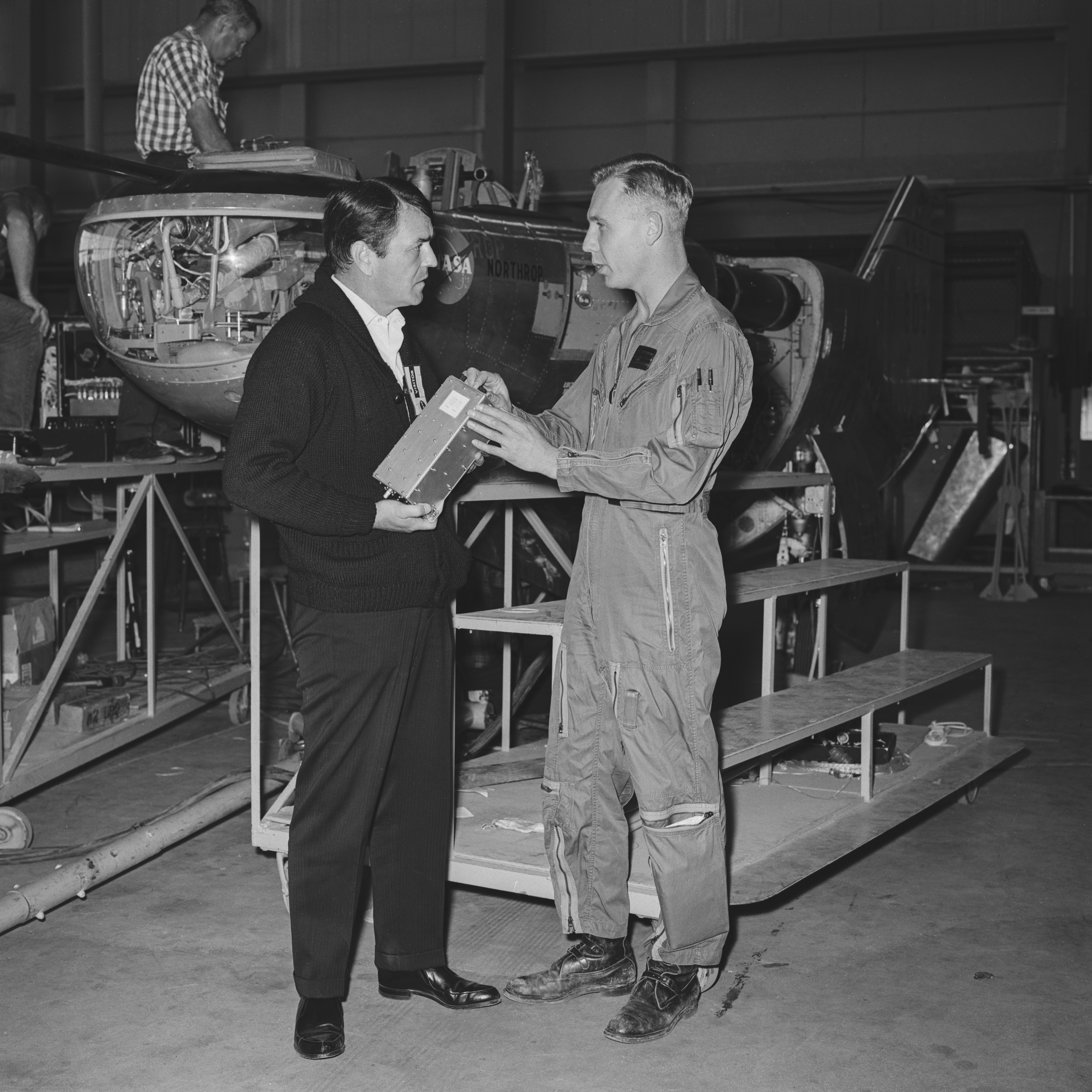
James Doohan (links) im NASA Dryden Flight Research Center, 1967

James Doohan machte seinen High-School-Abschluss an der Sarnia Collegiate Institute and Technical School in Ontario, an der er sich besonders in Mathematik und Naturwissenschaften auszeichnete. Während des Zweiten Weltkrieges diente er in einem Artillerie-Regiment der 3rd Canadian Infantry Division der Canadian Army im Range eines Captain. Er wurde am D-Day durch sechs Kugeln aus dem Maschinengewehr eines eigenen Wachpostens verwundet und verlor dadurch den Mittelfinger der rechten Hand. In seinen Film- und Serienauftritten schafften die Produzenten es jedoch, die geschädigte Hand fast immer aus dem Kamerabereich herauszuhalten.
In den 1950er Jahren begann er seine schauspielerische Karriere im Science-Fiction-Genre; im Jahre 1953 spielte er eine Hauptrolle in der Fernsehserie Space Command. Es folgten Nebenrollen in Serien wie Rauchende Colts, Twilight Zone, Bonanza und Auf der Flucht.
Doohan hatte ein Talent für ausländische Akzente. Als er bei Gene Roddenberry, dem Schöpfer von Star Trek, vorsprach, demonstrierte er einige verschiedene Akzente. Roddenberry wollte von Doohan wissen, welchen er denn am liebsten hätte. Doohan erklärte, dass seiner Meinung nach „die besten Ingenieure der Welt alle Schotten waren“. Und so erhielt er 1966 die Rolle des pragmatischen Chefingenieurs Montgomery Scott des Raumschiffs Enterprise. Scotty, wie er von der Mannschaft genannt wurde, gelang es selbst in brenzligen Situationen, Schäden an der Enterprise zu reparieren und in Not geratene Crewmitglieder im letzten Moment auf das Raumschiff zurückzubeamen.
Nach Einstellung der Serie im Jahr 1969 musste Doohan feststellen, dass er auf diese eine Rolle festgelegt wurde und es schwierig war, andere Engagements zu bekommen. Erst als Star Trek zehn Jahre später wiederbelebt wurde, konnte er wieder in größerem Umfang schauspielerisch tätig sein. Neben den ersten sieben Star-Trek-Kinofilmen trat er in den Serien Magnum, Hotel und MacGyver in Gastrollen auf. In den 1990er Jahren übernahm Doohan in der Seifenoper Reich und Schön die Rolle des Damon Warwick. Zudem war er in seiner Paraderolle „Scotty“ in einer Folge der Fernsehserie Raumschiff Enterprise: Das nächste Jahrhundert zu sehen. Er ist damit einer von sechs Schauspielern der Originalmannschaft, die in den nachfolgenden Star-Trek-Serien und -Kinofilmen zu sehen waren. Gemeinsam mit S. M. Stirling veröffentlichte er einige Romane, die der Military-SF zuzurechnen sind.
James Doohan litt an Diabetes, Lungenfibrose und an der Parkinson-Krankheit. Seine Frau Wende Doohan gab im Juli 2004 bekannt, dass bei ihrem Ehemann zudem die Alzheimer-Krankheit diagnostiziert wurde. Im Oktober desselben Jahres zeigte er sich zum letzten Mal in der Öffentlichkeit, als er mit einem Stern auf dem Hollywood Walk of Fame für sein Lebenswerk geehrt wurde. Dabei begleiteten ihn seine ehemaligen Kollegen George Takei, Nichelle Nichols und Walter Koenig.
James Doohan starb im Beisein seiner Familie am 20. Juli 2005 um 5:30 Uhr in seinem Haus in Redmond an den Folgen einer Lungenentzündung. Sein letzter Wille war, dass seine Asche, wie bereits die von Gene Roddenberry, ins All gebracht wird. Am 28. April 2007 wurden seine sterblichen Überreste mit einer SpaceLoft-XL-Rakete für einen kurzen Zeitraum ins All gebracht. Die Rückkehr an einem Fallschirm wurde vom Radar der White Sands Missile Range bestätigt. Der Behälter landete allerdings in einem zerklüfteten Gebirge und wurde erst am 18. Mai 2007 geborgen. Am 3. August 2008 sollten die Überreste ein zweites Mal ins All geschossen werden und einige Jahre im Orbit verbringen. Der Start erfolgte mit einer Falcon-1-Rakete von den Marshallinseln im Pazifik. Nach einer Flugzeit von 2 Minuten und 20 Sekunden gelang die Trennung zwischen erster und zweiter Stufe nicht, womit ein Erreichen des Orbits unmöglich gemacht wurde und die Rakete in den Pazifik stürzte. Richard Garriott soll daraufhin am 12. Oktober 2008 bei seinem Flug zur ISS eine kleine Aschemenge von Doohan in Form von drei Karten bei sich gehabt haben. Eine der Karten habe Garriott auf der ISS versteckt. Eine kam zur Familie zurück und eine soll dem Weltraum übergeben worden sein. Am 22. Mai 2012 um 9:44 Uhr MESZ starteten schließlich die Urne von Doohan und 500 Kilogramm Proviant für die ISS-Besatzung an Bord des Raumschiffs Dragon C2+ von Cape Canaveral aus.

## Filmografie (Auswahl)
- 1952: Tales of Tomorrow (TV-Serie)
- 1953: Space Command (TV-Serie)
- 1955: Strike in Town
- 1964: Daniel Boone (TV-Serie, Folge 6x10)
- 1964: 36 Stunden (36 Hours)
- 1965: Auf der Flucht (TV-Serie)
- 1965: Geheimagent Barrett greift ein (The Satan Bug)
- 1965–1967: Peyton Place (TV-Serie, 13 Folgen)
- 1966–1969: Raumschiff Enterprise (Star Trek, Fernsehserie, 66 Folgen)
- 1971: Ein Mann in der Wildnis (Man in the Wilderness)
- 1978: Jason of Star Command (TV-Serie, 10 Folgen)
- 1979: Star Trek: Der Film (Star Trek: The Motion Picture)
- 1982: Star Trek II: Der Zorn des Khan (Star Trek II: The Wrath of Khan)
- 1983: Magnum (Fernsehserie, Folge 3x22)
- 1984: Star Trek III: Auf der Suche nach Mr. Spock (Star Trek III: The Search for Spock)
- 1986: Star Trek IV: Zurück in die Gegenwart (Star Trek IV: The Voyage Home)
- 1989: Star Trek V: Am Rande des Universums (Star Trek V: The Final Frontier)
- 1990: MacGyver (TV-Serie)
- 1991: Star Trek VI: Das unentdeckte Land (Star Trek VI: The Undiscovered Country)
- 1991: Knight Rider 2000
- 1992: Star Trek: The Next Generation (Gastauftritt als Captain Montgomery Scott)
- 1992: Double Trouble – Warte, bis mein Bruder kommt (Double Trouble)
- 1993: Star Trek: Judgment Rites (Videospiel, Stimme)
- 1993: Amore!
- 1993: Loaded Weapon 1
- 1994: River of Stone
- 1994: New York Skyride
- 1994: Star Trek: Treffen der Generationen (Star Trek Generations)
- 1995: Storybook
- 1996–1997: Reich und Schön (Fernsehserie, 7 Folgen)
- 1996: Homeboys in Outer Space (Fernsehserie)
- 1996: The Bold and the Beautiful (Fernsehserie)
- 1997: Star Trek: Generations (Computerspiel, Stimme)
- 1997: Duckman: Private Dick/Family Man (Fernsehserie)
- 1998: Bug Buster
- 1999: Mit den Augen einer Toten
- 1999: Lord Hubert – Hundeadel verpflichtet
- 2001: Die wilden Siebziger (Fernsehserie, Gastauftritt, Folge 71)
- 2005: Skinwalker: Curse of the Shaman
- 2022: Star Trek: Prodigy (Fernsehserie, Episode 1x06, Stimme aus Archivmaterial)

## Trivia
- James Doohan war dreimal verheiratet und Vater von neun Kindern. Seine jüngste Tochter, Sarah, kam am 11. April 2000 zur Welt.
- Die SF-Romantrilogie Flight Engineer, die er zusammen mit S. M. Stirling veröffentlichte, besteht aus den Bänden The Rising (ISBN 0-671-87758-5, 1996), The Privateer (ISBN 0-671-57832-4, 1999) und The Independent Command (ISBN 0-671-31951-5, 2000),[5]
- Doohans Darstellung des heldenhaften Chefingenieurs auf der USS Enterprise diente vielen jungen Schülern als Vorbild, Studiengänge der Ingenieurwissenschaften zu wählen. Von der Milwaukee School of Engineering wurde ihm dafür ein Ehrendoktor verliehen.
- In Deutschland wurde James Doohan in der Rolle des „Scotty“ von Kurt E. Ludwig (1924–1995) synchronisiert. Lediglich in der ZDF-Version der Zeichentrickserie sowie in nach Ludwigs Tod erfolgten Nachsynchronisationen kamen andere Sprecher zum Einsatz.
- Doohan war auch bekannt für seine stimmliche Wandlungsfähigkeit. Während er in der Originalserie Raumschiff Enterprise fünf zusätzliche Stimmrollen übernahm, darunter die zentrale Gastrolle Sargon in Geist sucht Körper (Return to Tomorrow) und gleich zwei Sprechrollen (Computer M5 und Commodore Enwright) in Computer M5 (The Ultimate Computer), hatte er in der animierten Serie Die Enterprise 51 Sprechrollen, die Stammrolle „Scotty“ nicht mitgezählt. Oftmals sprach er dabei gleich mehrere Figuren in ein und derselben Episode. Sein Rekord ist dabei die Episode Die Täuschung/Das Zeitportal (Yesteryear) mit insgesamt sieben verschiedenen Sprechrollen.
- Die deutsche Rockband Ohrenfeindt widmete Doohan den Song Energie vom Album Rock’n’Roll Sexgott.[6]
- James Doohan erfand die ersten Begriffe für die klingonische Sprache. Sein Beitrag zur aktuell verwendeten Sprache ist jedoch sehr gering.[7]